# کاوه فرخ

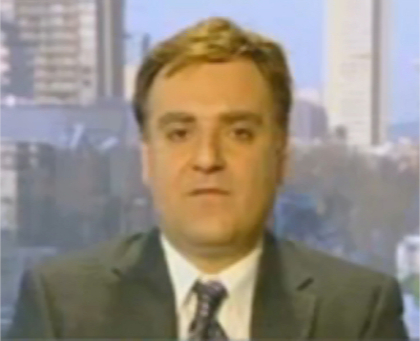
کاوه فرخ در حال مصاحبه با صدای آمریکا

کاوه فرخ (۲۴ سپتامبر ۱۹۶۲، آتن)، مدرس تاریخ دانشگاه بریتیش کلمبیا و نویسندهٔ کتاب‌های تاریخی در مورد ایران است، مانند سایه‌های صحرا؛ ایران باستان در جنگ. همچنین او مشاور و متخصص دانشکده مشاوره کالج لانگارا است.

## زندگی‌نامه
کاوه فرخ در یونان به دنیا آمده ولی خود را یک ایرانی با پیشینه قفقازی (با ریشه‌های آذربایجانی و گرجی-اوستی) می‌داند. پدر بزرگ او سناتور مهدی فرخ و پدرش فریدون فرخ سفیر پیشین ایران در آلمان شرقی بودند. 
او فوق لیسانس و دکترای خود را با موضوع «روابط بین فرایندهای شناختی، اشتباهات و تجربه زبانی در بزرگسالان فارسی‌زبان یادگیرنده انگلیسی به عنوان زبان دوم» از دانشکده آموزش، دپارتمان روان‌شناسی آموزشی و مشاوره‌ای دانشگاه بریتیش کلمبیا دریافت کرده‌است.
فرخ به سبب این که یک ایرانی تبارست و در یونان زاده شده و کودکی‌اش را در آن جا گذرانده، به تاریخ ایران کهن و یونان باستان علاقه‌مند بوده. وی هم‌اکنون از جمله مدرسین بخش مطالعات استمراری دانشگاه بریتیش کلمبیا و کالج لانگارا در زمینه تاریخ، عضو انجمن جهانی مطالعات بین‌المللی وابسته به دانشگاه استنفورد، مشاور در مطالعات ایرانی در انجمن مطالعات یونانی-ایرانی، عضو انجمن حفظ خلیج فارس، عضو هیئت امنای بنیاد میراث پاسارگاد و مسئول بخش باستان‌شناسی آن است.
او در وب سایت شخصی خود به‌طور منظم مطالبی در مورد تاریخ و فرهنگ ایران می‌نویسد.

## آثار
برخی از آثار او عبارتند از:
- سواره نظام ساسانیان (Osprey ۲۰۰۵، ترجمه به فارسی توسط انتشارات سبزان ۱۳۸۸)
- سایه‌های صحرا؛ ایران باستان در جنگ (Osprey ۲۰۰۷).
- ایران در جنگ؛ از چالدران تا جنگ تحمیلی در اواخر ماه می‌سال ۲۰۱۱ توسط Osprey Publishing منتشر شد.[۱۰] و با ترجمه شهربانو صارمی توسط نشر ققنوس به فارسی منتشر شد.[۱۱]

## جوایز
برخی از جوایزی که کاوه فرخ به خاطر آثار خود دریافت کرد:
- بهترین باستان‌شناس سال بنیاد میراث پاسارگاد به خاطر انتشار کتاب سایه‌های صحرا؛ ایران باستان در جنگ[۱۲](مارچ ۲۰۰۸)
- جایزه شیرطلایی آکادمی والم به عنوانه بهترین کتاب تاریخی سال[۱۳](اکتبر ۲۰۰۸)
- جایزه اتحادیه ناشران مستقل آمریکا (جایزه بنجامین فرانکلین) به عنوان بهترین کتاب تاریخی سال[۱۴] (نوامبر ۲۰۰۸).